# Securiflustra
Genre
Securiflustra est un genre d'ectoproctes de l'ordre des Cheilostomatida.

## Liste d'espèces
Selon World Register of Marine Species (15 avril 2016) :
- Securiflustra bifoliata (d'Hondt, 1981)
- Securiflustra securifrons (Pallas, 1766)